# Walter Halder
Walter Halder   (Toronto, 15 de setembre de 1925 - Toronto, 27 d'octubre de 1994) va ser un jugador d'hoquei sobre gel canadenc que va competir durant les dècades de 1930 i 1940.
El 1948 va prendre part en els Jocs Olímpics d'Hivern de St. Moritz, on guanyà la medalla d'or en la competició d'hoquei sobre gel. Amb 21 gols fou el màxim golejador de l'equip.
El 2008 fou inclòs al Canadian Olympic Hall of Fame.